# Raymundo Beltrán
Edgar Raymundo „Ray“ Beltrán (* 23. Juli 1981 in Los Mochis, Sinaloa) ist ein mexikanischer Profiboxer und ehemaliger WBO-Weltmeister im Leichtgewicht.

## Privates
Raymundo Beltrán ist in Mexiko geboren und wanderte als Jugendlicher illegal in die USA ein, wo er sich in Phoenix, Arizona, ansiedelte. Er ist verheiratet und Vater von drei Kindern. Er verfügte über ein P1-Visum für Leistungssportler, welches ihm das Boxen in den USA bis 2020 ermöglicht hätte. Aufgrund seines WM-Titelgewinnes 2018 erhielt er als „außergewöhnlicher Athlet“ einen permanenten Aufenthaltsstatus durch eine Green Card (EB1).

## Karriere
Raymundo Beltrán begann seine Profikarriere 1999 in Arizona, boxte in den folgenden Jahren jedoch auch in Mexiko und Panama. Seine erste WM-Chance bekam er am 7. September 2013 in Schottland, als er gegen den WBO-Titelträger Ricky Burns ein Unentschieden erreichte, wodurch Burns Titelträger blieb. Burns kämpfte ab der zweiten Runde mit gebrochenem Kiefer und hatte in der achten Runde einen Niederschlag erlitten.
Am 29. November 2014 boxte Beltrán gegen den neuen WBO-Titelträger Terence Crawford erneut um den WM-Gürtel, verlor jedoch einstimmig nach Punkten. Eine dritte Titelchance erhielt er am 1. Mai 2015 beim Kampf um den vakanten WBO-Titel gegen Takahiro Aō. Beltrán gewann den Kampf zwar durch TKO in der zweiten Runde, hatte jedoch das Gewichtslimit überschritten und wurde positiv auf Stanozolol getestet, weshalb er nicht zum neuen Weltmeister ernannt wurde.
Am 16. Februar 2018 besiegte er schließlich Paulus Moses beim Kampf um den vakanten WBO-Titel einstimmig nach Punkten. Seine erste Titelverteidigung fand am 25. August 2018 gegen José Pedraza statt, wobei Beltrán einstimmig nach Punkten unterlag. Nach einem folgenden Sieg gegen den ungeschlagenen Japaner Hiroki Okada, erhielt er am 28. Juni 2019 eine weitere WM-Chance im Leichtgewicht. Da er jedoch das Gewichtslimit nicht einhalten Konnte, ging es nur für seinen Gegner Richard Commey um den IBF-Titel. Beltrán unterlag in diesem Kampf durch K. o. in der achten Runde.

## Titelgewinne
- 10. Februar 2019; Interkontinentaler Meister der WBO im Halbweltergewicht
- 10. Februar 2019; Kontinentalamerikanischer Meister (Continental Americas) der WBC im Halbweltergewicht
- 16. Februar 2018; Weltmeister der WBO im Leichtgewicht
- 20. Mai 2017; Internationaler Meister der WBA im Leichtgewicht
- 10. Dezember 2016; Nordamerikanischer Meister der NABF und NABO im Leichtgewicht (2 Titelverteidigungen)
- 12. April 2014; Nordamerikanischer Meister der NABO im Leichtgewicht
- 27. Juli 2012; Nordamerikanischer Meister der NABF im Leichtgewicht (1 Titelverteidigung)
- 4. März 2011; US-amerikanischer Meister der USBA im Leichtgewicht
- 8. März 2008; Kontinentalamerikanischer Meister (Continental Americas) der WBC im Superfedergewicht
- 1. Oktober 2002; Zentralamerikanischer Meister (FECARBOX) der WBC im Federgewicht